# シド (ファイナルファンタジー)
シド（Cid）は、スクウェア・エニックス（旧スクウェア）のコンピュータゲーム「ファイナルファンタジーシリーズ」、それを原作にしたアニメや映画に登場する架空の人物。

## 概要
FFシリーズの多くの作品においてスター・システム的に登場している。「シド」という名前のみ共通しているが、その外見や年齢、設定などは登場作品によってバラバラである。
初登場作品は『ファイナルファンタジーII』（後に、『I』のリメイク版にも名前が登場）。発明家や科学者として架空の乗り物「飛空艇」に関わることが多い。年齢は中年から壮年の男性が多い。

## 登場作品

### 主要作品およびその関連作品
ファイナルファンタジー
オリジナルのファミコン版では登場しなかったが、ゲームボーイアドバンスでのリメイク版以降、飛空艇を作った人物がシド（Cid）という古代ルフェイン人であったという設定が追加された。名前が語られるのみで、姿は登場しない。
ファイナルファンタジーII
シド（Cid）。元はフィン王国の白騎士だったが、「飛空船」の魅力に取りつかれ騎士団を去ってしまう。今は港町にて空港（のようなもの）を開き、旅人を各地に送ることで金を取っている。
ファイナルファンタジーIII
シド・ヘイズ（Cid Haze）。年齢は64歳。通称「シドじいさん」。飛空艇製造の第一人者で、妻がいる。鉱山の町へやってきたところ落石で帰れなくなってしまい、立ち往生している所を悪魔の呪いに巻き込まれる。今作では、彼の製造した飛空艇は性能が高いものではなく森や湖を飛び越える程度だが、後の高性能の艇も彼が改修に関わることがある。一時的にパーティーと行動を共にするNPC。
DS版ではパーティー同行の際、戦闘に援護参加することがあり、武器のハンマーか黒魔法ファイアで攻撃を行う。
『シアトリズム ファイナルファンタジー』および続編『- カーテンコール』にも、『FFIII』からのサブキャラクターとして参戦した。
ファイナルファンタジーIV、ファイナルファンタジーIV THE AFTER 月の帰還
シド・ポレンディーナ（Cid Pollendina）。バロン王国飛空艇整備技師の長。シリーズ初のプレイヤーキャラクターであり、主な武器はハンマーだが、弓矢も使える。妻は亡くなっており、娘と暮らしている。主人公セシルとその親友カインを実の息子のように可愛がっている。
さらに、『FFIV』のその後が舞台である『THE AFTER』では主人公セオドアの祖父代わりでもある。
声：永井一郎（ニンテンドーDS版） / ジョン・スナイダー（英語版）
ファイナルファンタジーV
シド・プリヴィア（Cid Previa）。カルナックの学者。ミド・プリヴィア（Mid Previa）という名の孫がいる。飛空艇の開発者ではなく、主人公バッツたちと共に古代文明の遺産である飛空艇を発見する。
『FFV』の200年後という設定であるOVA版『ファイナルファンタジー』では、孫のミドが200年前の幽霊少年の姿で登場しており、シドも数シーンだけ登場する（ミドの声：小桜エツ子、シドの声：石川ひろあき）。
ファイナルファンタジーVI
シド・デル・ノルテ・マルケズ（Cid Del Norte Marguez）。ガストラ帝国の科学者。飛空艇の開発者ではなく、FFシリーズのシドとしては初めて飛空艇に直接関係しなかった。ただし一部のイベントにて飛空艇に対しての興味は示す。
ストーリーの進行で世界が大きく変貌した後、体調を崩し床に伏せてしまう。プレイヤーの行動によって彼の命運が変化する。
ファイナルファンタジーVII、同関連作品
シド・ハイウインド（Cid Highwind）。神羅カンパニーが宇宙開発を手がけていた時代のエンジニアで、宇宙開発中止以降も宇宙を夢見ていた。高速飛空艇ハイウインドの艦長。プレイヤーキャラクターであり、武器は槍。タバコが大好きで戦闘中でもタバコを吸っており、時にはダイナマイトの点火にも利用。
後述の『キングダム ハーツ』シリーズに本作のシドをベースとした人物が登場するほか、『ディシディア ファイナルファンタジー オペラオムニア』に本作のシド・ハイウインドが「シド」名義で登場する。
声：山路和弘（『ファイナルファンタジーVII アドベントチルドレン』より） / クリス・エジャリー（英語版）
ファイナルファンタジーVIII
シド・クレイマー（Cid Kramer）。バラムガーデン学園長。飛空艇の開発者・所有者ではないが、バラムガーデンの建物は低空で浮遊して移動することが可能である。イデアという妻がいるが、ある事情により共に暮らしてはいなかった。
ファイナルファンタジーIX
シド・ファブール9世（Cid Fabool IX）。リンドブルム公国の大公。一国の主だが飛空艇技師としての顔も持ち合わせる。初登場時はブリ虫の姿で登場する（後に間違った調合薬でカエルになる）。これはシドの浮気が原因で激昂した、妻であるヒルダガルデ・ファブールの魔法によるもの。それまでは飛空艇の名称を妻の愛称とするなど、良好な関係であった。
ファイナルファンタジーX、ファイナルファンタジーX-2
シド（Cid）。アルベド族の族長。リュックの父でユウナの伯父。飛空艇を開発したわけではないが、所有・指揮する。
声：坂口候一 / マイケル・マクシェーン（英語版、インターナショナル）
ファイナルファンタジーXI
シド（Cid）。バストゥーク共和国大工房工房長。種族はヒューム。やはり、飛空艇に関わっている。
ファイナルファンタジーXII
シドルファス・デム・ブナンザ（Cidolfus Demen Bunansa）。通称「ドクター・シド」。アルケイディア帝国の兵器開発を担当する秘密機関ドラクロア研究所の所長。主人公と敵対する数少ないシド。シドルファスという名は下記の『FFT』のシドと同名であり、ブナンザも『FFT』に同姓の人物がいる。飛空艇とは直接関係がある描写は無い。『FFXII RW』ではエンディングのスタッフロールで彼の墓と思われるものが描写されている。
声：大塚周夫 / ジョン・ラフター・リー（英語版、インターナショナル）
ファイナルファンタジーXIII
シド・レインズ（Cid Raines）。聖府軍に属する若き准将。空母型飛空艇リンドブルムの艦長であり、広域即応旅団、通称騎兵隊を指揮している。
『ディシディア ファイナルファンタジー オペラオムニア』にも登場するが、前述のシド・ハイウインドとの混同を避けるため「レインズ」名義となっている。
声：中村悠一 / エリック・デイヴィス（英語版、インターナショナル）
ファイナルファンタジーXIV
シド・ナン・ガーロンド（Cid nan Garlond）。技術者集団として知られる組織「ガーロンド・アイアンワークス」の社長。エオルゼアに亡命してきたガレマール帝国人で、天才的魔導技術者。父は筆頭機工師のミド・ナン・ガーロンド（Midas nan Garlond）だったが、父と対立して亡命した際に帝国人名である「ナン」を捨て、「シド・ガーロンド」と名乗るようになった。
声：小山力也 / グラント・ジョージ（英語版）
ファイナルファンタジーXV
シド・ソフィア（Cid Sophiar）。ルシス領にある整備工場「ハンマーヘッド」の店主。主人公ノクティスの父であるルシス現国王・レギスとは旧知の仲で、30年前にレギスと共に旅をした仲間のひとりである。シドニー・オールム（Cidney Aurum / Cindy Aurum）という名の孫娘がいる。
シドの声：勝部演之 / ジャック・エンジェル（英語版）、シドニーの声：嶋村侑 / エリン・マシューズ（英語版）
ファイナルファンタジーXVI
シドルファス・テラモーン（Cidolfus Telamon）。召喚獣ラムウのドミナント。
かつてウォールード王国で騎士長を勤めていたが、王・バルナバスの思想に共感できず国を去ってしまう。その後、僻地の遺跡を利用して拠点を築き、ベアラーやドミナントの保護活動を初める。
クライヴとジルを保護した後は、彼らと共に黒の一帯の拡大を防ぐため画策していたマザークリスタルの破壊作戦を実行に移すが、その一つであるドレイクヘッドの破壊の際に命を落とす。
シドの死後、クライヴ・ロズフィールド（Clive Rosfield）が彼の名を継承して戦いを続ける。ミドアドル・テラモーン（Midadol Telamon）（通称ミド）という名の娘（養子）がいる。
シドの声：白熊寛嗣 / クライヴの声：内田夕夜 / ミドの声：山根舞

### 派生作品

#### タクティクスシリーズ
ファイナルファンタジータクティクス
シドルファス・オルランドゥ（Cidolfas Orlandu）。通称「雷神シド」。ゲーム内では主に苗字の「オルランドゥ」で表記され、伯爵の爵位を持っているため作中では「オルランドゥ伯」とも呼ばれている。
南天騎士団の団長で主人公ラムザの父親の親友。固定ジョブは「剣聖」。本作では飛空艇と関係がない（そもそも、飛空艇自体がサウンドノベルとラスボス戦のフィールドでしか登場しない）。プレイヤーキャラクターとしては破格の強さである（敵もゲームバランスも粉砕する最強のシドと称される）。
『シアトリズム ファイナルファンタジー カーテンコール』にも、有料DLCで『FFT』からのサブキャラクターとして参戦した。
声：大塚明夫（『イヴァリース クロニクルズ』）
ファイナルファンタジータクティクスアドバンス
シド・ランデル（Cid Randell）。ミュートの父親で、現実世界では飲んだくれだが、異世界ではイヴァリース王国の白銀の騎士「ジャッジ・マスター」。
欧米版ではかつて大きな会社で働いていたが、妻が亡くなってから気力と仕事を失い、その後も失敗を繰り返すうだつの上がらない父親という設定が追加されている。
声：加瀬康之（ラジオドラマ版より）
ファイナルファンタジータクティクス A2 封穴のグリモア
シド（Cid）。「ガリークラン」のリーダー。亜人（レベガージ族）で、主人公ルッソ達の兄貴分的存在。

#### クリスタルクロニクルシリーズ
小さな王様と約束の国 ファイナルファンタジー・クリスタルクロニクル
モグシド（Mogcid）。主人公をあらゆる面でサポートしてくれるモーグリ兄弟の一員である。ほかのモーグリとは外見上の差異はない。建築術で建物を建てた際、一緒にやってこられなかった家族を飛球で王国まで運んでくれる。
ファイナルファンタジー・クリスタルクロニクル クリスタルベアラー
シド（Cid）。工業都市「橋の街」で工房を営むリルティ族の技術者。元・王国筆頭技師であり、「魔晶機関」の生みの親。
声：辻親八 / ダグ・ストーン（英語版）

#### チョコボシリーズ
チョコボの不思議なダンジョン2
シド（Cid）。シドタワーに住む技師。主人公のチョコボと共にダンジョンへ同行する仲間キャラクターとして登場。シドタンクを初めとした様々なマシンを使う。ダンジョン内では足元に地雷を設置できる特殊能力を持っている。
以降、『はたらくチョコボ』までのチョコボシリーズはこの作品のシドのデザインがベースとなる。
チョコボレーシング 〜幻界へのロード〜
シド（Cid）。チョコボとモーグリのマシンを作った技術者。物語の語り部であり、隠しキャラクターとして自らシドタンクで参戦もする。
チョコボスタリオン
シド（Cid）。牧場の施設管理者であり技術者。
はたらくチョコボ
シド（Cid）。開拓地の管理局に勤務しており、開拓の進行を取り仕切る。
チョコボと魔法の絵本
シド（Cid）。天才発明家の青年。今までのチョコボシリーズのシドとはデザインが大きく異なり、シドとしては珍しく若者である。飛空艇などさまざまな発明品でチョコボ達の冒険をサポートしてくれる。
この作品以降のチョコボシリーズのシドは、多くのタイトルで共通して若者姿のデザインとなる。
チョコボの不思議なダンジョン 時忘れの迷宮
シド（Cid）。チョコボと共に世界をまたにかけるトレジャーハンターの青年。発明品によって財宝を手に入れようとする。
さらに、ニンテンドーDS版『シドとチョコボの不思議なダンジョン 時忘れの迷宮DS+』では、シリーズで初めて「シド」の名がタイトルに冠され、追加要素「シドベンチャーモード」の主人公となった。
Nintendo Switchで発売されたリメイク版『チョコボの不思議なダンジョン エブリバディ!』では声優が一新されている。
声：三木眞一郎（時忘れの迷宮） / 中村悠一（エブリバディ!） / マシュー・マーサー（時忘れの迷宮・英語版） / オースティン・リー・マシューズ（エブリバディ!・英語版）
チョコボと魔法の絵本 魔女と少女と5人の勇者
シド（Cid）。若き天才絵本作家。最新作の絵本を執筆中に、原因不明の病に倒れる。
声：三木眞一郎
チョコボGP
シド
『チョコボの不思議なダンジョン2』に準じた壮年の姿。自称「天才科学者」のメカニック。アビリティはシドタンクで砲撃する「主砲三連射」。
声：北沢力
トレジャーハンター・シド
シーズン4で追加。『時忘れの迷宮』に準じた若い青年の姿。アビリティは愛銃「G.E.A.R.」で攻撃や加速を行う「A.R.T.」。
声：中村悠一

#### その他の派生作品
ファイナルファンタジーUSA ミスティッククエスト
オットー・シド・ベッケンシュタイン（Otto Cid Bekenstein）。ゲーム内では単に「オットー（Otto）」と呼ばれる。ウインディアに住む発明家。ノーマ（Norma）という名の幼い娘がいる。
ディシディア ファイナルファンタジー、ディシディア デュオデシム ファイナルファンタジー
シド（Cid of the Lufaine）。ナレーション（語り手）として登場。姿は登場せず、「大いなる意思」とも呼ばれている。ルフェインのシドが、次元の狭間に漂う神竜と契約し、意思だけの存在となった。作中のレポートの記述などにより、リメイク版『FFI』で名前が語られていたルフェイン人のシドと同一人物であることが示唆されている。
声：菅原文太 / ロジャー・パーソンズ（英語版、ユニバーサルチューニング）
光の4戦士 -ファイナルファンタジー外伝-
シド（Cid）。「情報屋のシド」と名乗り、プレイ時間や宝箱収集率などのプレイデータを教えてくれる。
ファイナルファンタジー レジェンズ 光と闇の戦士
シド（Sid）。アヴァロン帝国飛空艇の艇長。元々は民間人の出であったが、飛空艇の発明により成り上がった。ナハト達にルクスのクリスタル強奪の任務を下す。
ファイナルファンタジー零式
シド・オールスタイン（Cid Aulstyne）。ミリテス皇国元帥。主人公達の住む朱雀領ルブルム首都へ魔導アーマー部隊を差し向け、ルシによる国境侵攻を行う。
声：森山周一郎
ファイナルファンタジー レコードキーパー
シド（Cid）。主人公デシの師匠Dr.モグの旧知の仲であり、冒険をサポートしてくれる博士。作中で飛空艇を開発する。
ファイナルファンタジー エクスプローラーズ
シド（Cid）。エクスプローラーユニオンのアモステラ支部長。
ファイナルファンタジー ブレイブエクスヴィアス
シド（Cid）。今作ではディルマギア工業都市で最も優秀な腕を持つ飛空艇技師に与えられる称号となっており、称号を受け継いだ歴代のシドが存在する。主要登場人物のひとりであるリドはいずれシドの名を継ぐ者と自負しており、700年前に活躍した初代シドに尊敬を抱いていた。
初代シドはかつてドワーフたちに飛空艇の技術を教え、初代「シド」の称号を受けた男性。700年前の人物であるため世間では亡くなっていると思われていたが、実は異世界パラデイアでアルドール皇帝が不老の肉体改造を施した8人の戦士の一人であり、終戦後に裏切りを受けて主人公達の世界であるラピスに飛ばされた後もパラデイアの六盟傑「天風のヴェリアス」として生き続けていた。1部の終盤で戦死するが、2部で蘇った後は鎧を捨てて「シド」として活動する。娘にミドがいる。
初代シドの声：速水奨
メビウス ファイナルファンタジー
シド（Cid）。「起源の光の戦士の物語」における光の戦士。現在は引退し、隠棲生活を送っている。シドというのは本名ではなく、戦士を引退後に名乗った名前である。
声：広田みのる
ワールド オブ ファイナルファンタジー
シド（Cid）。外見はロボットだが、自分を人間だと言い張っている。本を愛しており、古代図書館に棲み着いている。時折暴走して無差別破壊を行うが、その度にセリスが破壊してでも止める。本作のダンジョンの列車墓場は、暴走した彼によって作られた場所である。
声：森久保祥太郎
ストレンジャー オブ パラダイス ファイナルファンタジー オリジン
シド・トンベリーニ。DLC「次元の迷い人ギルガメッシュ」にて登場する鍛冶屋を営むトンベリ。

#### メディアミックス
ファイナルファンタジー (映画)
シド博士（Dr. Sid）。主人公アキと共に生体反応エネルギーを研究する老科学者。
声：ドナルド・サザーランド / 小林清志（DVD版吹き替え）
FF：U 〜ファイナルファンタジー:アンリミテッド〜
シド（Sid）。異界に秩序をもたらさんと活動する組織「コモディーン」のメンバーであり発明家。シドといえば中年から壮年の役どころが多いが、この作品では若者である。
声：関俊彦 / ロバート・ニューウェル（英語版）
ファイナルファンタジー XRライド
シド（Cid）。魔導技術観察ギルドの責任者のモーグリ。魔導研究所で行われる公開実験について説明してくれるガイド役だが、公開実験のトラブルにより研究船「モグシップ」が別の次元に飛ばされてしまい、シドとプレイヤーは異次元を行き来することができる最新小型次元飛空艇「モグライド」に乗り込んで歴代『FF』シリーズの様々な世界に立ち寄りながら元の世界を目指していく。
声：諸星すみれ
FINAL FANTASY LOST STRANGER
シド・ブライト。左目に眼帯を付けている魔銃使いの獣人の若者。「ウラカ・ブナンザ」という偽名を使用していた。弟にミド（こちらも「ハイユ・ブナンザ」という偽名を使用）がいる。

### FFシリーズ以外の作品
キングダム ハーツ シリーズ
シド（Cid）。トラヴァースタウンでショップを営んでいたが、後に故郷レイディアントガーデンの再建に努める。FFシリーズ本編とはパラレルワールドの関係であり、彼の設定は『FFVII』のシド・ハイウインドが基になっているが、およそ10歳ほど年齢が上がっている。
声：山路和弘 / クリス・エジャリー（英語版、ファイナルミックス）
スライムもりもりドラゴンクエストシリーズ
シドもじゃ（英語版はDucktor Cid）。元はしっぽ団に所属するももんじゃであったが、しっぽ団に見限られて以降主人公に協力することとなる。旧スクウェアとエニックスの合併記念によるコラボレーションとして誕生したキャラクター。
イマジナリー レンジ
シド（Cid）。主人公として登場。サイコセラピストという特殊な技師。27歳。
本作は『FFXIII』のディレクターを務めた鳥山求が監修を務めるiPhone/iPod touch/iPad向けアプリゲーム（デジタルコミック方式のアドベンチャーゲーム）であり、FFシリーズからチョコボやモーグリなどが登場する他、ストーリーもFFシリーズとの関連性を匂わせるものになっている。

## その他
- FFシリーズから派生した『聖剣伝説』シリーズにはシドは登場しないが、同様の立場でボンボヤジまたはボン・ボヤジ（Bon Voyage）という名のキャラクターが、技師や大砲屋、発明家などのポジションで登場している。
- 『ルドラの秘宝』の非公式英語翻訳版では、主人公のひとりであるデューンの相棒、キッドの名前の綴りがCidとなっている。このため、日本国外では「『Treasure of the Rudras』にもCidが登場する」とされることがある。
- 過去にFFシリーズの製作に関わった坂口博信総指揮のRPG『ロストオデッセイ』には、飛空艇ではなく潜水艇を操るセド（Sed）というキャラクターが登場している。